# モロッコ・ポルトガル戦争
モロッコ・ポルトガル戦争は、モロッコとポルトガルの間の一連を指す呼称。最初はイベリア半島でのレコンキスタの一部として始まり、その後、アフリカでも展開された。   

## 歴史
ポルトガル王国とモロッコを拠点とするイスラム諸王朝との戦いは1139年のオーリッケの戦いに始まる。この戦いを指揮したアフォンソ・エンリケスは勝利を背景に初代ポルトガル王アフォンソ1世となる。以後もレコンキスタの過程でポルトガル王国は半島のタイファ諸国を支援するモロッコからのイスラム勢と戦い続けた。 
ポルトガルにおけるレコンキスタの完成後、モロッコで行われた最初の戦いは1415年8月21日のセウタへの奇襲攻撃であり、エンリケ航海王子らポルトガルの王子達が指揮するポルトガル軍45,000が200隻の船で運ばれ、この港湾都市を占領した。これはポルトガル海上帝国の始まりであり、また、マリーン朝の没落の始まりでもあった。
ポルトガル王国を生み出したイスラム勢力との戦いは、また、王国の危機をも生み出した。1578年8月4日のアルカセル・キビールの戦いではポルトガル王セバスティアン1世が戦死し、その結果、1580年のポルトガル継承危機を経てポルトガルは同君連合のかたちでスペイン帝国の一部となり、独立の回復まで60年を要することになる。   
両者の争いは1769年にポルトガルがマザガン(現アル・ジャディーダ)から撤退したことで完全に終わった。

## 主な戦闘の一覧

### イベリア半島
- オーリッケの戦い（1139年）
- サンタレン征服（英語版） （1147年）
- リスボン攻防戦 （1147年）
- サンタレン包囲戦（英語版） （1184年）
- シルヴェス征服（ポルトガル語版）（1189年）
- ナバス・デ・トロサの戦い （1212年）
- ファロ征服（ポルトガル語版）（1249年）
- サラド川の戦い（英語版）（1340年）
- アルヘシラス包囲戦 (1342年-1344年)（英語版）

### モロッコ
- セウタ征服 （1415年）
- セウタ包囲戦（英語版）（1419年）
- タンジールの戦い（英語版）（1437年）
- アシラー征服（英語版）（1471年）
- ポルトガルのタンジール征服 （1471年）
- アゼムールの戦い（英語版） (1513年）
- アガディール陥落（英語版）（1541年）
- アルカセル・キビールの戦い （1578年）